# Empis albifrons
Empis albifrons är en tvåvingeart som beskrevs av Mario Bezzi 1909. Empis albifrons ingår i släktet Empis och familjen dansflugor. Inga underarter finns listade i Catalogue of Life.